# Associazione Sportiva Mastini Varese Hockey 2004-2005
Questa pagina raccoglie i dati riguardanti l'Associazione Sportiva Mastini Varese Hockey nelle competizioni ufficiali della stagione 2004/05.

## Dirigenza
- Presidente: Colombo

### Area tecnica prima squadra
- Allenatore: Tony Martino

## Piazzamenti nelle varie competizioni
- Serie A2: 7°

## La rosa 2004/05

### Goaltenders
- 96  Paolo Della Bella
- 79  Jens Ivarsson
- 32  Claudio Pucci

### Defensemen
- 3  Carter Trevisani
- 5  Anders Olsson
- 6  Cory Murphy
- 12  Maurizio Mansi
- 15  Steve O'Brien
- 20  Greg Willers
- 24  Greg Chambers
- 44  Riccardo Rigamonti

### Forwards
- 28  Jason Chimera
- 39  Jon Pittis
- 89  Daniel Sisca
- 7  Oleksandr Zinevych
- 9  Salvatore Sorrenti
- 10  Pat Iannone
- 11  Mikko Lahteela
- 14  Santino Pellegrino
- 18  Giancarlo Merzario
- 19  Tommaso Teruggia
- 21  Joel Salonen
- 22  Ivan Matulik
- 27  Peter Michelutti
- 29  Derek Toletti
- 89  Alex Silva

### Coach
- Tony Martino